# Blanche (cantante)
Ellie Noa Blanche Delvaux (Bruselas, 10 de junio de 1999), más conocida como Blanche, es una cantante y compositora belga. Representó a Bélgica en el Festival de la Canción de Eurovisión 2017 con la canción «City Lights», con la que obtuvo un cuarto puesto. Blanche compitió previamente en la quinta temporada de La Voz de Bélgica, donde fue miembro de Team Cats on Trees.

## Biografía
Ellie Delvaux nació en Bélgica, el 10 de junio de 1999. Es judía y habla francés, inglés, y hebreo. Se inició en el mundo de la música inspirada por su hermano mayor, Oliver Lord, quien también es cantante. Empezó a cantar y a tocar la guitarra y el piano desde muy niña, siempre guiada por la curiosidad de poder descubrir nuevos instrumentos.
A sus 16 años ya se dio a conocer por todo el país, tras participar en la quinta temporada de la versión belga del concurso televisivo The Voice (The Voice Belgique), donde fue seleccionada en el equipo de la cantante perteneciente al famoso dúo francés Cats on Trees. En el concurso llegó a las semifinales y destacó por sus conmovedoras actuaciones y su timbre atípico.
Después del programa fue contactada por Pierre Dumoulin, de la banda Roscoe, que se ofreció a escribir algunas maquetas para ella, y al probarlas en unas cuantas sesiones, vieron que estaban listos para lanzarlas con la compañía discográfica Pierre’s (PIAS).

### Festival de la Canción de Eurovisión 2017
El 22 de noviembre de 2016, la compañía pública de radiodifusión nacional belga Radio Télévision Belge de la Communauté Française (RTBF), anunció que Blanche representaría a Bélgica en la LXII edición del Festival de Eurovisión, celebrado en Kiev, Ucrania.
Tras quedar cuarta en su semifinal, logró nuevamente el cuarto puesto en la gran final, obteniendo un total de 363 puntos.

## Discografía
Álbumes de estudio
| Título | Detalles |
| ------ | --- |
| Empire | - Fecha de Lanzamiento: 29 de mayo de 2020 - Formatos: Descarga digital, Disco compacto, streaming - Discográfica: PIAS Belgium |

### Sencillos
- "City Lights" (2017)
- "Wrong Turn" (2018)[5]
- "Soon" (2018)
- "Moment" (2018)
- "Empire" (2020)
- "Fences" (2020)